# جو بردی (بازیکن فوتبال)
جو بردی (انگلیسی: Joe Brady؛ زادهٔ) بازیکن فوتبال است.
از باشگاه‌هایی که در آن بازی کرده‌است می‌توان به باشگاه فوتبال شفیلد یونایتد اشاره کرد.